# اکسیتان‌ها
اکسیتان‌ها (اکسیتان: occitans) یک گروه قومی رومی‌زبان ساکن در منطقه تاریخی اکسیتانیا در جنوب فرانسه، شمال‌شرق اسپانیا و شمال‌غرب ایتالیا هستند. زبان اکسیتان زبان تاریخی اکسیتان‌هاست که امروزه فقط توسط ۱۰۰٬۰۰۰ تا ۸۰۰٬۰۰۰ نفر گفتگو می‌شود. از سال ۲۰۰۶ اکسیتان به عنوان زبان سوم رسمی منطقه خودمختار کاتالونیا در اسپانیا پذیرفته شده‌است.
گرچه اکسیتان‌ها در اکسیتانیا متمرکز هستند، اما در مراکز شهری بزرگ همسایه همانند لیون، پاریس، تورین و بارسلون نیز یافت می‌شوند. جوامع پراکنده‌ای از اکسیتان‌زبانان در کشورهای مختلف از جمله ایتالیا (گواردیا پیمونتزه)، آلمان (وورتمبرگ)، اسپانیا (سن سباستین در سرزمین باسک)، ایالات متحده آمریکا (والدس)، کانادا (استان کبک) آرژانتین (پیگوئه) و مکزیک (گواناهواتو) یافت می‌شوند که در نتیجه مهاجرت‌های اخیر بدین مناطق نقل مکان کرده‌اند.